# Hornblower (miniserie televisiva)
Hornblower è una miniserie televisiva britannica in otto puntate andate in onda tra il 1998 e il 2003, e basata sul personaggio letterario Horatio Hornblower, protagonista dei romanzi di C.S. Forester.
Le puntate vennero trasmesse in tre differenti stagioni televisive: quattro tra il 1998-1999, due nel 2002 e gli ultimi due nel 2003. In Italia sono invece andati in onda tutti insieme nel 2003, su Rete 4.
Nel 1999 la miniserie ha vinto due premi Emmy: uno come miglior miniserie e uno come miglior montaggio cinematografico in una miniserie o film TV.

## Trama
Basata sui racconti di C.S. Forester, la serie racconta le avventure dei primi anni di carriera nella marina di Sua Maestà del marinaio inglese Horatio Hornblower, da quando appena diciassettenne prende servizio come guardiamarina, durante la guerra con la Francia, fino alle prime azioni da comandante contro le truppe napoleoniche.

## Episodi
La miniserie è costituita da otto puntate, trasmesse nel Regno Unito dal 1998 al 2003 su ITV1.
| Stagione         | Episodi | Prima TV Regno Unito | Prima TV Italia |
| ---------------- | ------- | -------------------- | --------------- |
| Prima stagione   | 4       | 1998-1999            | 2003            |
| Seconda stagione | 2       | 2002                 | 2003            |
| Terza stagione   | 2       | 2003                 | 2003            |

## Corrispondenza con i romanzi
- Cecil Scott Forester scrisse 11 romanzi, la serie ne utilizza solo tre, i primi in ordine cronologico della storia: Mr. Midshipman Hornblower (Il Guardiamarina Hornblower), 1950 (1794 - 1797, puntate 1,2,3 e 4); Lieutenant Hornblower (Il Tenente di vascello Hornblower), 1952 (1800, puntate 5 e 6, l'inizio del 7); Hornblower and the Hotspur (Il ritorno di Hornblower), 1962 (1803 - 1804, puntate 7 e 8); fare riferimento alla pagina dei romanzi di Cecil Scott Forester.
- Sul grande schermo il personaggio di Horatio Hornblower fu interpretato da Gregory Peck nel film Le avventure del capitano Hornblower, il temerario (1951), prendendo spunto dai libri 6,7 e 8 (The Happy Return, 1937; A Ship of the Line, 1938; Flying Colours, 1938).
- Vi è una differenza nella figura di Sir Pellew, nella serie viene utilizzato come "protettore" di Hornblower, mentre nei libri scompare con la promozione a tenente di Hornblower.
- Anche i personaggi di Kennedy, Matthews e Styles sono presenti in tutta la serie, mentre nei libri li troviamo solo nell'equipaggio dell'Indifatigable (e non con l'importanza data nei film).
- Il personaggio di Mariette non è presente nei libri.
- Al termine del libro Hornblower and the Hotspur (Il ritorno di Hornblower), Orazio viene promosso a capitano di vascello, nel film a vice comandante.